# Distrito de Chiquián
El distrito de Chiquián es uno de los quince distritos que conforman la provincia de Bolognesi ubicada en el departamento de Áncash, en el Perú. Limita por el Norte con la provincia de Recuay y el distrito de Aquia, por el Este con el distrito de Huasta, el distrito de Pacllón y el distrito de La Primavera, por el Sur con el distrito de Abelardo Pardo Lezameta, por el Oeste con el distrito de Ticllos y el distrito de Cajacay.

## Historia
El distrito fue creado en la época de la independencia.

## Toponimia
El vocablo generador pudiera ser el verbo quechua  tsiqyay = verdear. Aunque en una publicación proponen chiki-yan = lo odian

## Geografía
Tiene una superficie de 184,16 km² y una población estimada mayor a 4 000 habitantes. Su capital es el pueblo de Chiquián.
Para llegar hasta su capital Chiquián, desde Lima, se debe seguir la carretera Panamericana Norte hasta el kilómetro 200 (aprox) y tomar el desvío que conduce a Huaraz y al Callejón de Huaylas, desde ahí se asciende por una carretera asfaltada hasta la localidad de Conococha (4.100 m s. n. m.)(km 124), que debe su nombre a la laguna del mismo nombre, origen del río más caudaloso de la costa peruana, el Río Santa. Desde este punto se debe seguir el desvío que conduce hacia el yacimiento minero de Antamina hasta el km 13 para, a partir de este punto, descender por un camino en vías de asfaltado los 17 kilómetros restantes hasta llegar finalmente a la localidad de Chiquián, conocida también como "Espejito del Cielo" por los incontrastables paisajes que posee y por la incomparable vista que se tiene de la Cordillera Huayhuash y su pico mayor el nevado Yerupajá (6634 m s. n. m.) el segundo pico más alto del Perú.

## Autoridades

### Municipales
- 2019 - 2022
  - Alcalde: Gudberto Carrera Padilla, del Partido Político Siempre Unidos (Wawita)
- 2015 - 2018[2]
  - Alcalde: Aníbal Bazán Alvarado, del Partido democrático Somos Perú.
- 2011 - 2014
  - Alcalde: Juan Ernesto Rivera Alzamora, del Movimiento Independiente Nueva Esperanza Regional Ancashina Nueva Era (MINERANE).

### Religiosas
- Parroquia San Francisco de Asís[3]
  - Párroco: Pbro. Roger Toro Gamarra.